# Eyes Closed (Ed Sheeran)
Eyes Closed è un singolo del cantante britannico Ed Sheeran, pubblicato il 24 marzo 2023 come primo estratto dall'ottavo album in studio -.

## Descrizione
Il brano è prevalentemente acustico e presenta un testo fortemente personale e incentrato sulla «perdita di qualcuno, della sensazione che ogni volta che esci e ti aspetti di incontrarlo, e ogni cosa ti ricorda solo loro e le cose che hai fatto insieme». Entrando nello specifico, l'artista ha spiegato che è dedicato agli amici Jamal Edwards e Shane Warne, morti tra febbraio e marzo 2022.

## Promozione
Eyes Closed è stato presentato in anteprima il 9 marzo 2023 in veste acustica attraverso un video diffuso da Sheeran su TikTok, rivelando pochi giorni più tardi che la sua uscita sarebbe avvenuta il 24 dello stesso mese. Oltre alla commercializzazione presso i principali negozi di musica digitale e piattaforme di streaming, il singolo è stato reso disponibile anche sotto forma di CD per HMV.

## Video musicale
Il video, diretto da Mia Barnes e reso disponibile nel medesimo giorno di uscita del singolo, rappresenta un omaggio al film Harvey del regista Henry Koster e mostra Sheeran eseguire il brano seguito da un'enorme creatura blu che può vedere soltanto lui. Riguardo a questa scelta, il cantante ha dichiarato:

## Tracce
Testi e musiche di Ed Sheeran, Fred Gibson, Max Martin e Shellback.
CD, download digitale
1. Eyes Closed – 3:14

Download digitale – Piano Version
1. Eyes Closed (Piano Version) – 3:14

Download digitale – Lost Frequencies Remix
1. Eyes Closed (Lost Frequencies Remix) – 2:59

Download digitale – Overmono Remix
1. Eyes Closed (Overmono Remix) – 2:54

## Formazione
Hanno partecipato alle registrazioni, secondo le note di copertina:
Musicisti
- Ed Sheeran – voce
- FRED – cori, basso, batteria, tastiera, chitarra, programmazione
- Rob Moose – orchestrazione, violino, viola, violoncello
- Aaron Dessner – basso, chitarra acustica, elettrica e high string, synth bass, drum machine e pianoforte
- Max Martin – programmazione
- Shellback – programmazione
- James McAlister – shaker, Emax, moog Distance, Nugget e low

Produzione
- Michael Ilbert – ingegneria del suono, registrazione (MXM Studios)
- Cormac O'Kane – ingegneria del suono, registrazione (Redbox Recording)
- Jonathan Low – ingegneria del suono, registrazione (Long Pond)
- Bella Blasko – ingegneria del suono
- Richard Brown – registrazione (Redbox Recording)
- Rob Moose – registrazione (Smilo Sound)

## Classifiche

### Classifiche settimanali
| Classifica (2023) | Posizione massima |
| ----------------- | ----------------- |
| Argentina         | 91                |
| Australia         | 6                 |
| Austria           | 7                 |
| Belgio (Fiandre)  | 2                 |
| Belgio (Vallonia) | 2                 |
| Canada            | 4                 |
| Corea del Sud     | 139               |
| Danimarca         | 8                 |
| Finlandia         | 31                |
| Francia           | 32                |
| Germania          | 13                |
| Grecia            | 57                |
| Irlanda           | 4                 |
| Islanda           | 19                |
| Israele           | 96                |
| Italia            | 45                |
| Lituania          | 51                |
| Lussemburgo       | 13                |
| Norvegia          | 11                |
| Nuova Zelanda     | 11                |
| Paesi Bassi       | 12                |
| Polonia           | 58                |
| Portogallo        | 87                |
| Regno Unito       | 1                 |
| Repubblica Ceca   | 72                |
| Russia            | 73                |
| Singapore         | 21                |
| Slovacchia        | 41                |
| Stati Uniti       | 19                |
| Svezia            | 10                |
| Svizzera          | 7                 |
| Ucraina           | 66                |
| Vietnam           | 93                |

### Classifiche di fine anno
| Classifica (2023) | Posizione |
| ----------------- | --------- |
| Australia         | 73        |
| Canada            | 17        |
| Danimarca         | 59        |
| Francia           | 116       |
| Islanda           | 58        |
| Paesi Bassi       | 51        |
| Regno Unito       | 31        |
| Stati Uniti       | 64        |
| Svezia            | 99        |
| Svizzera          | 67        |
| Classifica (2024) | Posizione |
| Estonia           | 149       |
| Islanda           | 89        |